# W.S. Van Dyke
Woodbridge Strong Van Dyke II (San Diego, 21 maart 1889 – Brentwood, 5 februari 1943) was een Amerikaans filmregisseur.

## Biografie
Hij was de zoon van een advocaat en een actrice. Nog geen dag na zijn geboorte overleed zijn vader aan de gevolgen van hartfalen en was zijn moeder gedwongen haar vroegere carrière in het vaudeville-circuit weer op te nemen. Zo kreeg hij als kind verschillende rollen. Toen hij ouder was wilde hij echter geen acteur worden: hij speelde nog wel in het theater, maar had daarnaast verschillende baantjes.
In 1915 kwam hij met een gezelschap in Los Angeles, waar de filmindustrie nog in de peuterschoenen stond. Dankzij een figurantenrolletje in de film Intolerance van D.W. Griffith was hij korte tijd een manusje van alles voor de beroemde filmregisseur, waarvan hij veel leerde. Van Dyke ging scenario's schrijven en wist er uiteindelijk een te verkopen: het verhaal dat de basis vormde van de film Sins of Her Parent (1916). Hij deed regie- en montage-ervaring op onder Jimmy Young en maakte kort daarop, in 1917 en 1918, vier succesvolle westerns voor Essanay, waarvoor hij ook de scenario's schreef.
Na zijn diensttijd regisseerde hij in 1920 zijn eerste serial, The Hawk's Trail, waarna verschillende andere serials volgden. In die jaren werkte hij voor kleine filmmaatschappijen, waar films zo goedkoop mogelijk werden gemaakt. Hij leerde hier snel te werken en niet te veel film te verspillen: snel werken zou in zijn verdere loopbaan als regisseur zijn motto en handelsmerk worden. Toen hij rond 1927 zonder werk zat, kreeg hij de kans voor MGM te werken. Hij maakte enkele films voor de maatschappij met de cowboy-acteur Tim McCoy: het was het begin van een succesvolle periode bij MGM, waarvoor hij tot aan diens dood zou werken. De succesvolste films van MGM in de late jaren twintig en in de jaren dertig waren door Van Dyke geregisseerd.
De eerste belangrijke film voor MGM was de exotisch getinte film White Shadows in the South Seas (1928), onder moeilijke omstandigheden opgenomen op locatie in Tahiti. Het was Van Dyke's eerste geluidsfilm, met gesynchroniseerde muziek en geluidseffecten. De film scoorde goed en leverde cameraman Clyde de Vinna een Oscar op. Om deze formule verder uit te melken volgde in 1929 The Pagan, eveneens opgenomen in de Stille Zuidzee. Hierna regisseerde hij Trader Horn, gebaseerd op het beroemde boek van "Trader" Alfred Aloysius Horn. De film, Van Dyke's eerste talkie, werd opgenomen in Afrika en was een groot commercieel succes. Hierna volgde onder meer een Tarzan-film met zwemgod Johnny Weissmuller en tegenspeelster Maureen O'Sullivan. Na een korte dip beleefde zijn loopbaan nieuwe successen met films in de The Thin Man-cyclus en San Francisco.
Van Dyke stond bekend als een regisseur die zeer snel werkte. Hij stond ook wel bekend als "One-Take" Woody Van Dyke. Om die reden werd hij vaak gebeld als een film binnen een korte periode moest worden gemaakt, zoals het geval was bij Love on the Run, met Joan Crawford en Clark Gable. Van Dyke hield van snel werken, niet zozeer om de kosten voor de filmmaatschappij te beperken, maar vooral om de film 'fris' op te nemen. De acteurs en actrices zijn meer alert en hun spel is meer spontaan als er niet eindeloos gerepeteerd wordt. Daarom wilde hij, als het even kon, een scène in één keer opnemen: "After spending all those years at directing, I've finally learned that the first rehearsal -always the first take- is the best. There may be a few imperfections but the general effect is better...", aldus Van Dyke in een interview in 1936, in het filmmagazine Photoplay.
Volgens hem hoef je de meest scènes ook niet zoveel aandacht te geven ("...three-fourths of any picture is utterly unimportant anyway"): slechts enkele scènes zijn belangrijk voor de plot of de karakterisering, daar moest je volgens hem genoeg tijd aan besteden, zoals liefdesscènes.

## De laatste jaren
Tijdens de eerste oorlogsjaren zette hij zich in voor de Marine Corps Reserve, waarvoor hij een selectieprogramma opzette. Toen hij actief ging trainen stortte hij fysiek in en werd hij afgekeurd. Hij regisseerde in die jaren nog wel enkele films voor MGM: tijdens opnames voor Gentle Annie stortte hij opnieuw in. Een zieke Van Dyke (hij was een kettingroker en had onder meer longkanker) maakte op 5 februari 1943 een einde aan zijn leven.

## Persoonlijk leven
Van Dyke was twee keer getrouwd: met Zina, en met Ruth Mannix (getrouwd in 1935/1936). Met Mannix had hij drie kinderen.

## Filmografie
- 1917: The Land of Long Shadows
- 1917: The Range Boss
- 1917: Open Places
- 1917: Men of the Desert
- 1917: Gift o' Gab
- 1917: Sadie Goes to Heaven
- 1918: The Lady of the Dugout
- 1919: The Hawk's Trail
- 1920: Daredevil Jack
- 1921: Double Adventure
- 1921: The Avenging Arrow
- 1922: White Eagle
- 1922: The Milky Way
- 1922: According to Hoyle
- 1922: Forget Me Not
- 1922: The Boss of Camp Four
- 1923: The Little Girl Next Door
- 1923: Destroying Angel
- 1923: The Miracle Makers
- 1923: Ruth of the Range
- 1924: Half-a-Dollar Bill
- 1924: Loving Lies
- 1924: Winner Take All
- 1924: Gold Heels
- 1925: Barriers Burned Away
- 1925: The Trail Rider
- 1925: Hearts and Spurs
- 1925: Ranger of the Big Pines
- 1925: The Timber Wolf
- 1925: The Desert's Price
- 1926: The Gentle Cyclone
- 1926: War Paint
- 1927: Winners of the Wilderness
- 1927: California
- 1927: The Eyes of the Totem
- 1927: The Heart of the Yukon
- 1927: Foreign Devils
- 1927: Spoilers of the West
- 1928: Wyoming
- 1928: Under the Black Eagle
- 1928: The Adventurer
- 1928: White Shadows in the South Seas
- 1929: The Pagan
- 1931: Trader Horn
- 1931: Never the Twain Shall Meet
- 1931: Guilty Hands
- 1931: The Cuban Love Song
- 1932: Tarzan the Ape Man
- 1932: Night Court
- 1933: Penthouse
- 1933: The Prizefighter and the Lady
- 1933: Eskimo
- 1934: Laughing Boy
- 1934: Manhattan Melodrama
- 1934: The Thin Man
- 1934: Hide-Out
- 1934: Forsaking All Others
- 1935: Naughty Marietta
- 1935: I Live My Life
- 1936: Rose-Marie
- 1936: San Francisco
- 1936: His Brother's Wife
- 1936: The Devil Is a Sissy
- 1936: Love on the Run
- 1936: After the Thin Man
- 1937: Personal Property
- 1937: They Gave Him a Gun
- 1937: The Prisoner of Zenda
- 1937: Rosalie
- 1938: Marie Antoinette
- 1938: Sweethearts
- 1938: Stand Up and Fight
- 1939: It's a Wonderful World
- 1939: Andy Hardy Gets Spring Fever
- 1939: Another Thin Man
- 1940: I Take This Woman
- 1940: Northwest Passage
- 1940: New Moon
- 1940: I Love You Again
- 1940: Bitter Sweet
- 1941: Rage in Heaven
- 1941: The Feminine Touch
- 1941: Shadow of the Thin Man
- 1942: Dr. Kildare's Victory
- 1942: I Married an Angel
- 1942: Cairo
- 1942: Journey for Margaret